# Thor Cavallin
Thor Samuel Gustaf Cavallin, född den 22 november 1906 i Göteborgs Masthuggs församling i Göteborgs och Bohus län, död den 26 mars 2000 i Skogslyckans församling i Kronobergs län, var en svensk militär och präst.

## Biografi
Cavallin avlade officersexamen vid Krigsskolan 1928 och utnämndes samma år till fänrik vid Södra skånska infanteriregementet, där han befordrades till löjtnant 1929 och till kapten 1939. Han genomgick Krigshögskolan 1935–1937, inträdde i Generalstabskåren 1940, var biträdande lärare vid Krigshögskolan 1941–1944 och övergick till Kronobergs regemente 1944. Därefter befordrades han till major 1946, var förste lärare i krigskonst vid Krigsskolan 1946–1951 och befordrades till överstelöjtnant vid Kronobergs regemente 1950. Cavallin befordrades till överste 1954, varpå han var befälhavare för Härnösands försvarsområde 1954–1957, tillika befälhavare för Sundsvalls försvarsområde 1954–1955 och chef för Kronobergs regemente 1957–1967.
Mot slutet av sin militära bana bedrev Cavallin studier i teologi vid Lunds universitet, varefter han prästvigdes 1967 och var präst i Växjö stift 1968–1990. Cavallin var ordförande i förbundet Soldaternas vänner 1958–1966, vice ordförande i Sveriges kristliga officersförbund 1958–1970, ordförande 1971–1976, och inspektor för folkskoleseminariet i Växjö 1958–1968.
Thor Cavallin var son till bankdirektör Thor Cavallin (son till Samuel Gustaf Cavallin) och Aina Lindberg. Thor Cavallin gifte sig 1932 med Gunhild Strandmark (dotter till Sigfrid Strandmark och Märta Rettig).

## Utmärkelser
- Riddare av första klassen av Vasaorden, 1944.[9]
- Riddare av första klassen av Svärdsorden, 1947.[10]
- Kommendör av Svärdsorden, 1958.[11]
- Kommendör av första klassen av Svärdsorden, 1962.[12]